# Media Factory
Media Factory (株式会社メディアファクトリー?, Kabushiki-gaisha Mediafakutorī) è una casa editrice giapponese fondata il 1º dicembre 1986 che stampa libri, riviste di vario genere e fumetti. Media Factory è ritenuta tra i primi distributori di manga ed anime che hanno richiesto espressamente la non proliferazione all'interno della rete dei fansub delle opere da essa prodotte.

## Alcune opere pubblicate
- Akane Maniax (OAV)
- Alice or Alice (manga)
- Aquarion (anime)
- Area 88 (anime, manga)
- Asobi ni Iku yo! (light novel)
- ATASHIn'CHI (film)
- Burst Angel (anime)
- Castigo Celeste XX Angel Rabbie (OAV)
- Divergence Eve (anime)
- Dokkoider (anime)
- Gad Guard (anime)
- Gate Keepers (anime)
- Genshiken (anime)
- Gift ~eternal rainbow~ (anime)
- Ginga reppuu Baxinger (anime)
- Ginga senpuu Braiger (anime)
- Ginga shippu Sasuraiger (anime)
- Gravion (anime)
- Green Green (OVA)
- Honey & Honey (manga)
- I Wish You Were Here (anime)
- Ikki Tōsen (anime)
- Il conte di Montecristo (anime)
- Kage kara mamoru! (anime)
- Kamisama kazoku (anime)
- Kimi ga nozomu eien (anime)
- Kujibiki Unbalance (OAV)
- Kurau Phantom Memory (anime)
- Mai la ragazza psichica (manga)
- Maria†Holic (anime)
- Mouse (anime)
- Najica Blitz Tactics (anime, manga)
- Ningen fushin: Adventurers Who Don't Believe in Humanity Will Save the World (light novel)
- Okusama wa mahō shōjo (anime)
- Oniichan dakedo ai sae areba kankeinai yo ne! (light novel)
- Plawres sanshiro (anime)
- Pokémon - Destiny Deoxys (film)
- Pokémon - Jirachi Wish Maker (film)
- Pokémon 4Ever (film)
- Project A-ko (film)
- Pugyuru (anime)
- RahXephon (anime, OAV, film)
- Reign: The Conqueror (anime)
- Sasaki e Miyano (anime, OAV, manga)
- School Rumble (anime)
- Shura no toki (anime)
- Soul Eater (anime)
- Strawberry Panic! (anime)
- The Sacred Blacksmith (manga)
- The World of Narue (anime)
- Translucent (manga)
- Twin Spica (anime, manga)
- UFO Princess Valkyrie (anime)
- Vandread (anime)
- Wandaba Style (anime)
- Watashi no tame ni nuginasai! (manga)
- Zero no tsukaima (anime)
- Classroom of the Elite (anime)